# 克节朗战役

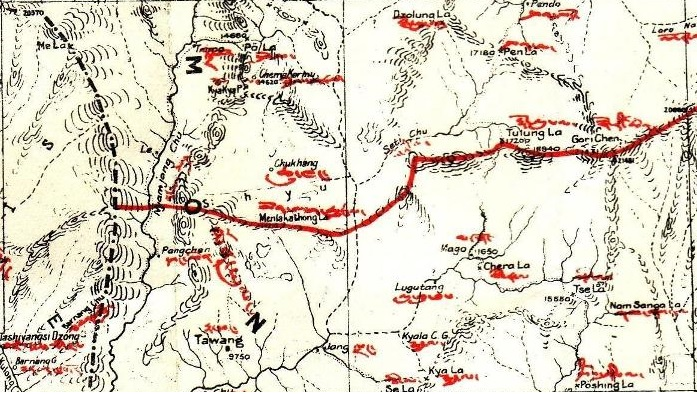
达旺附近的麦克马洪线

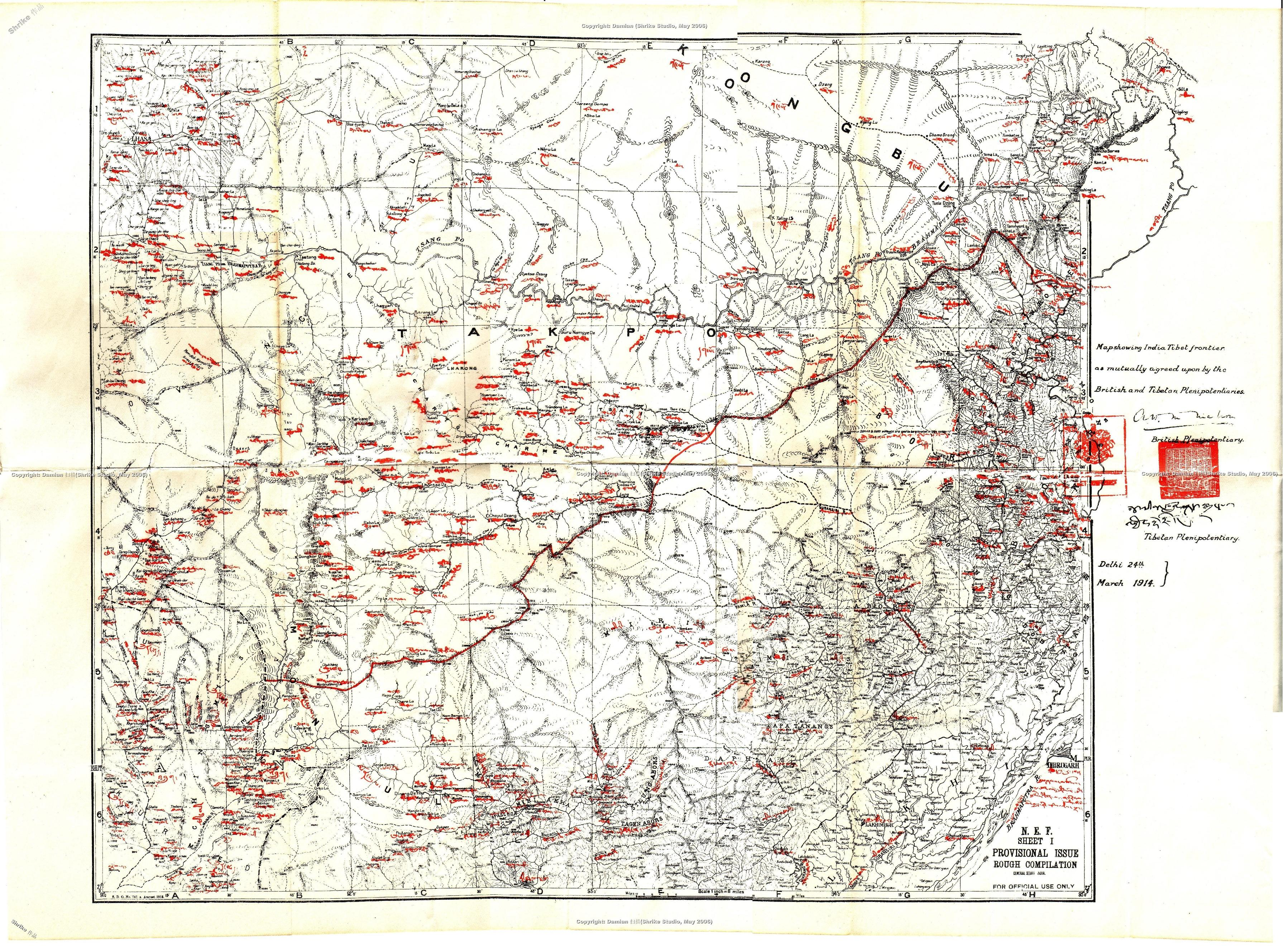
麦克马洪线1914年,图一

|  |

克节朗战役(英語：Battle of Namka Chu River)，是1962年中印边境战争中的第一场战役。由西藏军区前线指挥部（代号：藏字419部队）单独完成了第一阶段的克节朗地区作战，印度陆军第七步兵旅大部被藏字419部队歼灭。解放军随即乘胜追击，收复了藏南和达旺地区，而驻地印军的第四军剩余部队在解放军到达达旺之前就已撤退。同时，此战解放军还俘虏了第七步兵旅旅长达尔维准将以及该旅下属五个步兵营营长中的三个。

## 背景
1959年以后，印度不断对中国边界进行武装挑衅。到了1961年，中国政府多次向尼赫鲁提出和谈建议，并实行隔离政策，均被一一拒绝。进入1962年，局势越发紧张起来。6月，印度军队加快了武装入侵中国的速度，东段已越过“麦克马洪线”，进入西藏山南的扯冬地区。截至8月底，印军在中国境内建立了一百多个据点。这些据点最近的距中国哨所几十米甚至几米远，形成“面对面”的对峙，有的楔入中国哨所之间，有的还插到了中国边防哨所背后来了。尼赫鲁甚至宣称要将中国人从边境地区赶出去。这也使得中国不得不放弃“忍让”，准备军事对抗，理由是“自卫反击”。1962年9月22日，中国《人民日报》发表了题为《是可忍，孰不可忍》社论，警告印度尼赫鲁政府，立即从边境撤军，否则中方将使用武力。

## 战役经过

### 前期准备

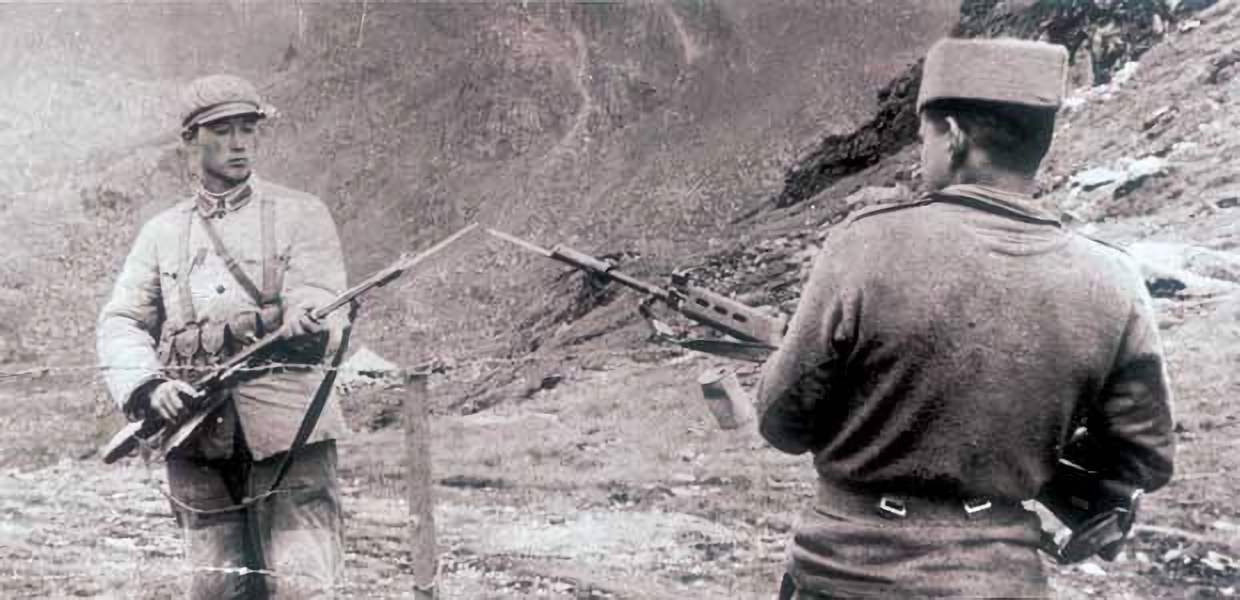
中印两军对峙

具体部署：以藏字四一九部队第一五五团和第一五七团1个营从印军左翼卡龙、枪等实施主要突击，歼灭卡龙、枪等的印军；第一五七团主力向印军左侧后迂回章多、捣毁印军第七旅旅部和后勤供应基地；第一五四团向印军右翼突击，攻歼沙则和克宁乃桥地区的印军；第三十二团第二营和山南军分区守点分队，在正面牵制印军。以炮兵第三○八团两个120mm迫击炮连和第十一师两个82mm迫炮连组成轻便炮群，配置在拉则、塔拉地区，支援步兵战斗。第三十二团（欠1个营）主力集结于勒和得芒之间，并指挥位于错那的第三十一团第二营为预备队。第十一师高炮营配置在麻麻、薄山口、宝丁山口一线，担任对空掩护，保障后方运输的安全。各部队达成合围态势后，迅速向心突击，围歼扯冬、绒不丢、扯果布、邦冈丁和色兄朗沟的印军，并攻占哈东拉山口、桑采拉山口，阻止印军南逃北援，力争全歼印军第七旅。

### 强攻枪等与卡龙[4]
10月20日4时，第一五五团第二营开始接敌运动，5时40分进至克节朗河北岸。6时30分，第六连主力在第二个据点西北侧桥西，隐蔽地徒涉克节朗河，进到指定位置。同时，该连第一排在河北岸展开。第二营主力（第四、第五、第八连）在火力急袭开始后涉过克节朗河，沿枪等东侧运动，仅14分钟，基本上达成了对枪等印军的包围。经过3小时激烈战斗，西藏边防部队第一五五团第二营，全歼入侵枪等印军两个步兵连共270人（其中毙228人，俘42人），攻克地堡112座。该营牺牲21人，负伤34人。
而卡龙方向，第一五五团第一营的任务是，在炮兵火力支援下，首先歼灭卡龙印军，尔后向扯冬、绒不丢方向发展进攻。营决心集中主要兵力兵器，采取侧背攻击，穿插分割，短兵近战，歼灭卡龙印军。第一五五团第一营在战斗中，发扬积极主动，英勇顽强，不怕牺牲，独立作战，孤胆作战的优良战斗作风，仅用半天时间全歼卡龙、扯冬、绒不丢印军3个连和1个营部共360余人。俘虏第二拉加普特营营长瑞克中校和第四师通信团长泰瓦利中校，为全歼克节朗地区印军做出了重要贡献。然而由于印军长期经营，阵地配系依山势、林木、石崖设置，据点隐蔽而且坚固，地堡群连环配套，火力配系严密，堡与堡之间便于形成交叉火力，相互支援，第一营在作战中只能逐堡强攻，攻坚战打得十分艰苦，全营共伤亡138人（亡59人，伤79人）。

### 攻克沙则
沙则是克节朗地区印军右翼的重要据点，印军于1959年侵占该地，设立据点，经多年苦心经营，工事比较完备坚固，由印军1个加强连又1加强排据守。沙则及其以南构筑了较坚固的土木和石木质大小地堡100余座，并在前沿设置了鹿砦、竹签，架有3米宽、50厘米高的铁丝网一道。整个阵地由4个地堡群组成，采取纵深梯次配置，防御正面宽约300米，纵深2500米。整个阵地火力配系均前重后轻，火力均指向中国得芒边卡和沿江道路，该印军企图凭坚据守。
第一五四团第三营在得芒边防队部分兵力配合下，决心成两个梯队，从沙则西北角实施主要突击，结合穿插迂回，分割围歼印军。第九连担任主攻，由西向东首先攻歼第一地堡群印军，尔后向沙则发展进攻。第七连担任穿插迂回，在沙则西南侧突破印军防御后，直插仲昆桥，第八连为第二梯队，团令第二营第五、第六连各一部占领尺登、娘巴和仲昆桥西侧绝壁上方的高地，配合第三营行动，并以火力封锁仲昆桥。团集中全团21门82迫击炮，3门75无坐力炮和第十一师支援的两门120迫击炮组成团炮兵群，支援第三营战斗。第三营各分队于20日2至4时，先后占领了冲击出发阵地。
战至11时40分，第八连歼灭了沙则第三个地堡群的印军。战后，荣立集体三等功。至此，沙则战斗胜利结束。沙则战斗，歼印军162人（得芒边防队歼13人），缴获轻机枪14挺，各种枪94支（得芒边防队缴获11支），81mm迫击炮2门，51迫击炮2门，90火箭筒3具，电台3部，步谈机3部，电话机3部，望远镜4具及弹药、物资一部。在第三营攻击沙则时，第一五四团第一营（欠第三连）进至克宁乃地区，并逼近克宁乃桥，但因指挥员顾虑较多，动作迟缓，未迅速展开进攻，直至20时印军己逃窜才占领该桥，失去了歼灭该地印军的机会。

### 迂回章多
根据西藏军区前指和藏字四一九部队的作战部署，第一五七团团长李德荣决心以第一营并指挥第八连担任迂回章多的任务。第一营根据当面敌情、地形，决心从印军左侧穿越密林向章多迂回，首先攻占4300高地，切断印军逃路。尔后再居高临下猛攻章多，歼灭该地印军后乘胜封闭桑采山口，阻歼南逃北援印军。将重机枪及57无坐力炮分别配属各连。
很快没多久，第一五七团占领章多后，便主动在章多附近搜歼残余印军，至20日19时战斗结束。共歼第九廓尔喀联队第一营营部及两个连和第七旅后方机关及炮兵、勤务分队各一部，击毙第四师通信团副团长拉姆·辛格少校以下68人，俘营长阿鲁瓦里亚中校以下492人，缴获各种火炮14门，火箭筒4具，轻重机枪19挺，长短枪180支，电台14部和其它大量军用物资。
21日上午，第一五五、第一五七团和第三十二团第二营分别对克节朗河以南山林、色兄郎沟和章多周围进行清剿，并控制了桑采拉，嘎波拉和吉山口。至此，克节朗地区反击战遂告结束，歼灭了印军第七旅旅部（旅长达尔维逃跑后被俘），第二拉加普特营和第九廓尔喀联队第一营全部，旁遮普联队第九营大部、阿萨姆步兵第五营和近卫联队第四营各一部。击毙第四师通信团副团长拉姆·辛格少校以下770余人，俘第四师通信团长泰瓦利中校、第二拉加普特营营长瑞克中校、第九廓尔喀联队第一营营长阿鲁瓦利亚中校、阿萨姆步兵第五营营长拉顿·辛格中校以下970余人。

### 占领龙布、吉米塘
根据中央军委指示，西藏军区前指于21日16时55分命令藏字四一九部队于当日18时开始行动，兵分4路向丘散谋、吉米塘、永邦桥地区实施追击，扩张战果。
藏字四一九部队受命后，即令第一五七团、第一五五团第三营出桑采拉，第一五四团出哈东拉、藏字四一九部队指挥所率第一五五团主力尾第一五四团，向龙布方向实施追击。西藏军区前指还命山南军分区第一团1个连从娘姆江曲东岸经沙溜山口插向吉米塘、加林定方向。在克节朗战役胜利的震慑下，印军第四师战术司令部于21日下令烧毁文件，向达旺撤逃。藏字四一九部队于22日中午占领龙布、龙布普，歼灭溃散印军一部，缴获苏制米-4直升机1架。第一团1个连进占吉米塘。

### 俘虏达尔维准将
当西藏边防部队越过“麦克马洪线”向南追击，扩张战果时，第一五四团于22日凌晨出哈东拉，向龙布方向追击。团属82迫击炮第二连，全连65人，携82迫击炮6门，人均负重35公斤以上，在团的战斗编成内，紧跟步兵，无1人掉队。22日9时许，该连进至龙布普附近时，副连长彭君先发现离道路不远的森林里有印军，便迅速组织全连仅配备的10多支步枪、冲锋枪，直插印军侧后，迫使印军第七旅旅长约翰·达尔维准将率塔尔瓦尔上尉等9人投降。缴获机枪1挺，步枪8支。

## 后续

### 达旺地区概要
达旺是门隅地区重要的政治、宗教中心，六世达赖喇嘛的出生地。印军侵入门隅地区后，将达旺建成重要的侵略据点。达旺地区地形总趋势是北高南低，平均海拔约2900米。多灌木、竹林，隐蔽条件良好。达旺镇是一块地势起伏较大的台地，包括达旺寺、达旺学和行政机关、入侵印军的军营，面积约5平方公里。由达旺向东南经西山口、申隔宗、德让宗、邦迪拉有一条公路通往印度的提斯浦尔。达旺向北有高地便于防守，向南对达旺河谷处居高临下瞰制之势，战役战术地位十分重要，印军第四师师长尼·普拉沙德称其是“四师生命攸关的阵地”。达旺不仅是侵占邦拉山口、冬门拉地区印军的后方基地，向西北还可支援克节朗地区印军的作战行动，对入侵“麦克马洪线”的印军右翼亦可起重要的屏护作用。印军在达旺经营10余年，各种军事设施比较完备，并建有小型军用机场、直升机停机坪，成为门隅地区入侵印军的指挥中心和供应基地。

### 占领达旺
为乘胜攻占达旺，给印度反动派以更有力的打击，总参谋部于10月22日23时下达了“相机占领达旺”的指示。据此，西藏军区前指于23日10时下达了“攻歼达旺地区印军的作战命令”，决心集中藏字四一九部队、第十一师两个团、山南军分区4个连，共5个团又1个营的兵力，乘胜追击，直取达旺，歼灭达旺地区印军。
各部受命后，立即展开追击，向达旺前进。23日拂晓，藏字四一九部队在永邦桥粉碎了印军的阻击，占领了永邦桥。随即昼夜兼程，沿下地、龙拉、沙泽向达旺急进；第十一师第三十二团和山南军分区的部队，于24日7时由冬门拉向达旺攻击前进；第三十三团于23日18时20分由亭山口出发，直插下如、东新桥。达旺印军在中国边防部队多路逼近的情况下，畏于被歼，于23日、24日大部逃往达旺河以南、西山口一线。
西藏军区前指所属各部队于24日、25日分别进占东新桥、达旺等地，并歼灭印军后尾一部。
10月24日，中国政府发表声明，提出和平解决边界问题的三项建议。总参谋部于同日命令西藏边防部队停止追击，暂不过达旺河。西藏边防部队即在达旺河以北地区集结，休整待命。至此，中印边境东线第一阶段反击作战胜利结束。

## 总结
克节朗战役以中国人民解放军的完全胜利而告终，虽未能大量歼灭敌人，但控制了战场局势并俘虏印度多名中高层军官。
克节朗、达旺地区（不含山南、林芝、昌都地区）的反击作战，共歼印军1897人（毙832人，俘第七旅旅长达尔维准将以下1065人），缴获各种炮75门，机枪122挺，各种枪1104支，直升飞机3架，汽车11辆，推土机4部，电台74部，步谈机30部，总机5部，单机41部和其它军用物资一部。中国人民解放军阵亡151人（军官16人，士兵135人），负伤334人（军官30人，士兵304人）。
此战中，中国人民解放军陆军使用苏联授权生产的56式枪族（56式半自动步枪、56式冲锋枪、56式班用机枪）在面对仅装备李-恩菲爾德步槍、斯登衝鋒槍、布伦轻机枪等老旧英式装备的印度时展现出了更高效率的单兵火力输出能力，使其在短兵相接中更容易取得优势。中国人民解放军的步兵班一直使用这样的武器配置直至两山战役被八一式枪族取代。
印度陆军在此次战斗中具有明显的炮火优势，驻扎达旺的炮兵第四旅下辖的两个英制25磅炮营（1个营3个炮兵连共18门，总共36门）的火力远甚于解放军的2个120mm迫击炮连（1个炮兵连6门，总共12门），战斗中解放军也曾记录了遭到25磅炮打击的过程，但这种优势并未能阻止解放军的攻势。究其原因，时任总指挥的张国华中将次女张小康在回忆录中提到印军的炮火普遍偏离目标。从印度陆军在1999年的卡吉尔战争中大量炮弹偏离目标来看，此说法虽并非直接证据，却也有些许道理。

## 雙方作战序列表
| 中国人民解放军陆军 - 西藏军区前指（司令员张国华中将） - 藏字419部隊（司令員柴洪泉大校，政委陰法唐大校，参谋长曹宗奎上校） - 步兵第一五四團（团长周仲山上校，政委王心前上校） - 步兵第一五五團（团长刘广桐上校，政委乔学亭上校） - 步兵第一五七團（团长李德荣上校，政委李洪亮上校） - 山南軍分區（未参与克节朗战斗，僅承擔前期偵察任務） - 陆军第十一師 - 步兵第三十三團（团长田启元上校，仅一营参战，大部作为预备队） - 西藏軍區支援部隊 - 炮兵第三〇八團二連（6门55式120mm迫击炮） - 炮兵第三〇八團四連（6门55式120mm迫击炮） - 工兵第一三六團一連（未参与克节朗战斗） |

| 印度陆军 - 第四軍軍部（军长布里吉·莫汉·考尔中将，位於吉米塘） - 步兵第四師戰術司令部——（師長尼·普拉沙德少將，位於吉米塘） - 第四师通信团——（团长泰瓦利中校（被俘），副团长拉姆·辛格少校 †） - 第七步兵旅——（旅長約翰·達爾維准將（被俘），旅部位於章多） - 近衛團第四營——（主力位於吉米塘，4連位於沙則中坤橋） - 廓爾喀團第一營——（营长阿鲁瓦里亚中校（被俘），位於絨不丟以西） - 旁遮普團第九營——（营长乔杜里少校，位於色章湖區域） - 拉加普特團第二營——（营长瑞克中校（被俘），位於卡隆、槍等） - 阿薩姆團第五營——（营长拉顿·辛格中校（被俘），位於沙則中坤橋） - 配屬炮群——（4門M116 75mm山炮，4門ML 4.2英寸迫击炮，位於章多） - 第四炮兵旅 - 炮兵第一營——（18门QF 25磅榴彈炮，位於達旺） - 炮兵第三營——（18门QF 25磅榴彈炮，位於達旺） |

## 脚注
1. ↑  师承英国陆军，印军中的很多“团”实际上为营级编制。此团也是如此